# Lee McCulloch
Lee McCulloch (Bellshill, 14 maggio 1978) è un allenatore di calcio ed ex calciatore scozzese, di ruolo centrocampista.

## Statistiche

### Presenze e reti nei club
Statistiche aggiornate al 28 ottobre 2012.
| Stagione            | Club              | Campionato        | Campionato | Campionato | Coppe nazionali | Coppe nazionali | Coppe nazionali | Coppe continentali | Coppe continentali | Coppe continentali | Totale | Totale |
| Stagione            | Club              | Comp              | Pres       | Reti       | Comp            | Pres            | Reti            | Comp               | Pres               | Reti               | Pres   | Reti   |
| ------------------- | ----------------- | ----------------- | ---------- | ---------- | --------------- | --------------- | --------------- | ------------------ | ------------------ | ------------------ | ------ | ------ |
| 1995-1996           | Motherwell        | SPL               | 2          | 0          | SC+LC           | 0+0             | 0+0             | CU                 | 1                  | 0                  | 3      | 0      |
| 1996-1997           | Motherwell        | SPL               | 15         | 0          | SC+LC           | 3+0             | 0+0             | -                  | -                  | -                  | 18     | 0      |
| 1997-1998           | Motherwell        | SPL               | 24         | 2          | SC+LC           | 4+2             | 0+0             | -                  | -                  | -                  | 30     | 2      |
| 1998-1999           | Motherwell        | SPL               | 27         | 3          | SC+LC           | 3+2             | 1+0             | -                  | -                  | -                  | 32     | 5      |
| 1999-2000           | Motherwell        | SPL               | 30         | 9          | SC+LC           | 4+1             | 2+1             | -                  | -                  | -                  | 35     | 12     |
| set. 2000-mar. 2001 | Motherwell        | SPL               | 26         | 7          | SC+LC           | 1+2             | 1+1             | -                  | -                  | -                  | 29     | 9      |
| Totale Motherwell   | Totale Motherwell | Totale Motherwell | 124        | 21         |                 | 15+7            | 4+2             |                    | 1                  | 0                  | 147    | 27     |
| mar. 2000-giu. 2001 | Wigan             | SD                | 10+1       | 3+0        | Cdl+CdL         | 0+0             | 0+0             | -                  | -                  | -                  | 11     | 3      |
| 2001-2002           | Wigan             | SD                | 34+1       | 6+0        | Cdl+CdL         | 1+0             | 0+0             | -                  | -                  | -                  | 36     | 6      |
| 2002-2003           | Wigan             | SD                | 38         | 6          | Cdl+CdL         | 1+2             | 0+0             | -                  | -                  | -                  | 41     | 6      |
| 2003-2004           | Wigan             | FLC               | 41         | 6          | Cdl+CdL         | 1+3             | 0+1             | -                  | -                  | -                  | 45     | 7      |
| 2004-2005           | Wigan             | FLC               | 42         | 14         | Cdl+CdL         | 0+1             | 0+0             | -                  | -                  | -                  | 43     | 14     |
| 2005-2006           | Wigan             | PL                | 30         | 5          | Cdl+CdL         | 1+4             | 0+0             | -                  | -                  | -                  | 35     | 5      |
| 2006-2007           | Wigan             | PL                | 29         | 4          | Cdl+CdL         | 1+0             | 1+0             | -                  | -                  | -                  | 34     | 5      |
| Totale Wigan        | Totale Wigan      | Totale Wigan      | 222+2      | 44+0       |                 | 5+10            | 1+1             |                    | -                  | -                  | 241    | 46     |
| 2007-2008           | Rangers           | SPL               | 22         | 3          | SC+LC           | 6+3             | 2+0             | UCL+CU             | 7+8                | 2+0                | 46     | 7      |
| 2008-2009           | Rangers           | SPL               | 12         | 0          | SC+LC           | 4+2             | 0+0             | UCL                | 2                  | 0                  | 20     | 0      |
| 2009-2010           | Rangers           | SPL               | 34         | 5          | SC+LC           | 4+3             | 0+1             | UCL                | 6                  | 1                  | 47     | 7      |
| 2010-2011           | Rangers           | SPL               | 21         | 0          | SC+LC           | 1+3             | 0+1             | UCL+UEL            | 3+2                | 0+0                | 30     | 1      |
| 2011-2012           | Rangers           | SPL               | 26         | 5          | SC+LC           | 0+1             | 0+0             | UCL+UEL            | 1+2                | 0+0                | 30     | 5      |
| 2012-2013           | Rangers           | TD                | 27         | 16         | SC+LC+CC        | 0+3+3           | 0+5+2           | -                  | -                  | -                  | 33     | 23     |
| Totale Rangers      | Totale Rangers    | Totale Rangers    | 140        | 29         |                 | 15+15+3         | 2+7+2           |                    | 31                 | 3                  | 204    | 43     |
| Totale Carriera     | Totale Carriera   | Totale Carriera   | 489        | 93         |                 | 35+32+3         | 7+10+2          |                    | 34                 | 3                  | 589    | 116    |

### Cronologia presenze e reti in nazionale
| Cronologia completa delle presenze e delle reti in nazionale ― Scozia | Cronologia completa delle presenze e delle reti in nazionale ― Scozia | Cronologia completa delle presenze e delle reti in nazionale ― Scozia | Cronologia completa delle presenze e delle reti in nazionale ― Scozia | Cronologia completa delle presenze e delle reti in nazionale ― Scozia | Cronologia completa delle presenze e delle reti in nazionale ― Scozia | Cronologia completa delle presenze e delle reti in nazionale ― Scozia | Cronologia completa delle presenze e delle reti in nazionale ― Scozia |
| Data                                                                  | Città                                                                 | In casa                                                               | Risultato                                                             | Ospiti                                                                | Competizione                                                          | Reti                                                                  | Note                                                                  |
| --------------------------------------------------------------------- | --------------------------------------------------------------------- | --------------------------------------------------------------------- | --------------------------------------------------------------------- | --------------------------------------------------------------------- | --------------------------------------------------------------------- | --------------------------------------------------------------------- | --------------------------------------------------------------------- |
| 13-10-2004                                                            | Chișinău                                                              | Moldavia                                                              | 1 – 1                                                                 | Scozia                                                                | Qual. Mondiali 2006                                                   | -                                                                     | 85’                                                                   |
| 26-3-2005                                                             | Milano                                                                | Italia                                                                | 2 – 0                                                                 | Scozia                                                                | Qual. Mondiali 2006                                                   | -                                                                     |                                                                       |
| 4-6-2005                                                              | Glasgow                                                               | Scozia                                                                | 2 – 0                                                                 | Moldavia                                                              | Qual. Mondiali 2006                                                   | -                                                                     | 73’                                                                   |
| 8-6-2005                                                              | Minsk                                                                 | Bielorussia                                                           | 0 – 0                                                                 | Scozia                                                                | Qual. Mondiali 2006                                                   | -                                                                     | 76’                                                                   |
| 8-10-2005                                                             | Glasgow                                                               | Scozia                                                                | 0 – 1                                                                 | Bielorussia                                                           | Qual. Mondiali 2006                                                   | -                                                                     | 34’                                                                   |
| 11-5-2006                                                             | Kobe                                                                  | Scozia                                                                | 5 – 1                                                                 | Bulgaria                                                              | Amichevole                                                            | -                                                                     | 78’                                                                   |
| 13-5-2006                                                             | Saitama                                                               | Giappone                                                              | 0 – 0                                                                 | Scozia                                                                | Amichevole                                                            | -                                                                     | 46’ 69’                                                               |
| 7-10-2006                                                             | Glasgow                                                               | Scozia                                                                | 1 – 0                                                                 | Francia                                                               | Qual. Euro 2008                                                       | -                                                                     | 34’ 57’                                                               |
| 24-3-2007                                                             | Glasgow                                                               | Scozia                                                                | 2 – 1                                                                 | Georgia                                                               | Qual. Euro 2008                                                       | -                                                                     |                                                                       |
| 28-3-2007                                                             | Bari                                                                  | Italia                                                                | 2 – 0                                                                 | Scozia                                                                | Qual. Euro 2008                                                       | -                                                                     | 80’                                                                   |
| 30-5-2007                                                             | Vienna                                                                | Austria                                                               | 0 – 1                                                                 | Scozia                                                                | Amichevole                                                            | -                                                                     | 46’                                                                   |
| 8-9-2007                                                              | Glasgow                                                               | Scozia                                                                | 3 – 1                                                                 | Lituania                                                              | Qual. Euro 2008                                                       | -                                                                     | 75’                                                                   |
| 12-9-2007                                                             | Parigi                                                                | Francia                                                               | 0 – 1                                                                 | Scozia                                                                | Qual. Euro 2008                                                       | -                                                                     |                                                                       |
| 13-10-2007                                                            | Glasgow                                                               | Scozia                                                                | 3 – 1                                                                 | Ucraina                                                               | Qual. Euro 2008                                                       | 1                                                                     | 45+4’ 60’                                                             |
| 17-11-2007                                                            | Glasgow                                                               | Scozia                                                                | 1 – 2                                                                 | Italia                                                                | Qual. Euro 2008                                                       | -                                                                     | 44’ 90+2’                                                             |
| 3-9-2010                                                              | Kaunas                                                                | Lituania                                                              | 0 – 0                                                                 | Scozia                                                                | Qual. Euro 2012                                                       | -                                                                     | 72’                                                                   |
| 7-9-2010                                                              | Glasgow                                                               | Scozia                                                                | 2 – 1                                                                 | Liechtenstein                                                         | Qual. Euro 2012                                                       | -                                                                     | 85’                                                                   |
| 12-10-2010                                                            | Glasgow                                                               | Scozia                                                                | 2 – 3                                                                 | Spagna                                                                | Qual. Euro 2012                                                       | -                                                                     | 46’                                                                   |
| Totale                                                                |                                                                       | Presenze                                                              | 18                                                                    |                                                                       | Reti                                                                  | 1                                                                     |                                                                       |

## Palmarès

### Club

#### Competizioni nazionali
- Campionato inglese di seconda divisione: 1

Wigan: 2002-2003
- Campionato scozzese: 3

Rangers: 2008-2009, 2009-2010, 2010-2011
- Coppa di Scozia: 2

Rangers: 2007-2008, 2008-2009
- Coppa di Lega scozzese: 3

Rangers: 2007-2008, 2009-2010, 2010-2011
- Scottish League One: 1

Rangers: 2013-2014
- Scottish Third Division: 1

Rangers: 2012-2013